# Ossama Meslek
Ossama Meslek (Vicenza, 8 gennaio 1997) è un mezzofondista italiano.

## Biografia
Dopo aver conquistato il quinto posto nei 1500 metri piani ai campionati del Mediterraneo under 23 di Jesolo 2018, nel 2019 conquistò l'ottavo posto ai campionati europei under 23, sempre nei 1500 metri.
Il 19 febbraio 2022, in un meeting a Birmingham, ha migliorato il record italiano assoluto dei 1500 metri piani al coperto, portandolo a 3'37"29. Il precedente primato di 3'37"5 apparteneva a Giuseppe D'Urso e resisteva dal 22 febbraio 1997, quasi 25 anni.

## Record nazionali
- 1500 metri piani short track: 3'35"63  ( Toruń, 6 febbraio 2024)

## Progressione

### 800 metri piani
| Stagione | Tempo   | Luogo      | Data      | Rank. Mond. |
| -------- | ------- | ---------- | --------- | ----------- |
| 2024     | 1'46"94 | Manchester | 24-7-2024 |             |
| 2023     | 1'49"40 | Watford    | 1-7-2023  |             |
| 2022     | 1'54"02 | Chelmsford | 30-4-2022 |             |
| 2021     | 1'49"87 | Manchester | 8-5-2021  |             |
| 2019     | 1'49"02 | Stretford  | 20-8-2019 |             |
| 2018     | 1'49"76 | Stretford  | 28-8-2018 |             |
| 2017     | 1'50"03 | Stretford  | 25-7-2017 |             |
| 2016     | 1'53"11 | Oxford     | 23-7-2016 |             |

### 1500 metri piani
| Stagione | Tempo   | Luogo              | Data      | Rank. Mond. |
| -------- | ------- | ------------------ | --------- | ----------- |
| 2024     | 3'32"77 | Parigi             | 4-8-2024  |             |
| 2023     | 3'33"92 | Padova             | 3-9-2023  |             |
| 2022     | 3'36"04 | Lignano Sabbiadoro | 30-7-2022 |             |
| 2021     | 3'40"20 | Jyväskylä          | 2-6-2021  |             |
| 2019     | 3'39"80 | Copenaghen         | 18-6-2019 |             |
| 2018     | 3'39"31 | Padova             | 2-9-2018  |             |
| 2017     | 3'42"19 | Ninove             | 15-7-2017 |             |
| 2016     | 3'48"50 | Watford            | 28-5-2016 |             |
| 2015     | 3'57"27 | Stretford          | 30-6-2015 |             |

### 1500 metri piani indoor
| Stagione | Tempo   | Luogo      | Data      | Rank. Mond. |
| -------- | ------- | ---------- | --------- | ----------- |
| 2023/24  | 3'35"63 | Toruń      | 6-2-2024  |             |
| 2022/23  | 3'37"50 | Birmingham | 25-2-2023 |             |
| 2021/22  | 3'37"29 | Birmingham | 19-2-2022 |             |
| 2017/18  | 3'53"11 | Sheffield  | 17-2-2018 |             |
| 2016/17  | 3'51"35 | Sheffield  | 8-1-2017  |             |
| 2015/16  | 3'58"12 | Sheffield  | 13-2-2016 |             |

### 3000 metri piani indoor
| Stagione | Tempo   | Luogo      | Data      | Rank. Mond. |
| -------- | ------- | ---------- | --------- | ----------- |
| 2022/23  | 7'45"15 | Karlsruhe  | 27-1-2023 |             |
| 2021/22  | 7'44"45 | Metz       | 12-2-2022 |             |
| 2019/20  | 7'57"44 | Linz       | 8-2-2020  |             |
| 2018/19  | 8'02"40 | Mondeville | 2-2-2019  |             |
| 2017/18  | 7'58"82 | Glasgow    | 25-2-2018 |             |

## Palmarès
| Anno | Manifestazione          | Sede     | Evento       | Risultato  | Prestazione | Note                          |
| ---- | ----------------------- | -------- | ------------ | ---------- | ----------- | ----------------------------- |
| 2018 | Mediterraneo U23        | Jesolo   | 1500 m piani | 5º         | 3'55"04     |                               |
| 2019 | Europei U23             | Gävle    | 1500 m piani | 8º         | 3'51"97     |                               |
| 2022 | Mondiali indoor         | Belgrado | 3000 m piani | Batteria   | 7'57"24     |                               |
| 2022 | Giochi del Mediterraneo | Orano    | 1500 m piani | Bronzo     | 3'42"49     |                               |
| 2022 | Europei                 | Monaco   | 1500 m piani | Batteria   | dq          | TR17.2.2                      |
| 2023 | Europei indoor          | Istanbul | 1500 m piani | Finale     | dnf         |                               |
| 2023 | Mondiali                | Budapest | 1500 m piani | Batteria   | 3'35"12     |                               |
| 2024 | Europei                 | Roma     | 1500 m piani | 14º        | 3'36"35     |                               |
| 2024 | Giochi olimpici         | Parigi   | 1500 m piani | Semifinale | 3'32"77     | Miglior prestazione personale |

## Campionati nazionali
- 1 volta campione nazionale assoluto dei 1500 m piani (2022)
- 2 volte campione nazionale assoluto indoor dei 3000 m piani (2019, 2023)
- 1 volta campione nazionale under 23 indoor dei 1500 m piani (2018)
- 1 volta campione nazionale under 23 indoor dei 3000 m piani (2018)

2018
- Oro ai campionati italiani under 23 indoor, 1500 m piani - 3'54"36
- Oro ai campionati italiani under 23 indoor, 3000 m piani - 8'23"43
- Bronzo ai campionati italiani assoluti, 1500 m piani - 3'47"95

2019
- Oro ai campionati italiani assoluti indoor, 3000 m piani - 8'15"24
- Argento ai campionati italiani under 23, 1500 m piani - 3'48"56
- 4º ai campionati italiani assoluti, 1500 m piani - 3'46"03

2020
- Argento ai campionati italiani assoluti indoor, 3000 m piani - 8'24"83

2021
- 10º ai campionati italiani assoluti, 1500 m piani - 3'49"90

2022
- Oro ai campionati italiani assoluti, 1500 m piani - 3'44"69

2023
- Oro ai campionati italiani assoluti indoor, 3000 m piani - 7'52"90
- Bronzo ai campionati italiani assoluti indoor, 1500 m piani - 3'48"37
- Argento ai campionati italiani assoluti, 1500 m piani - 3'47"20

2024
- 15º ai campionati italiani assoluti, 1500 m piani - 4'39"92

## Altre competizioni internazionali
2022
- 14º al Golden Gala Pietro Mennea ( Roma), 5000 m piani - 13'54"57

2024
- 8º al Bauhaus-Galan ( Stoccolma), 1500 m piani - 3'34"69
- Argento al Meeting Metz Moselle Athlélor ( Metz), 1500 m piani indoor - 3'36"04
- 35º alla Cinque Mulini ( San Vittore Olona) - 30'07"